# Seixo do Coa
Seixo do Coa (pré-AO 1990: Seixo do Côa) é uma povoação portuguesa do Município do Sabugal que foi sede da extinta Freguesia de Seixo do Coa, freguesia que tinha 18,21 km² de área e 171 habitantes (2011), e, por isso, uma densidade populacional de 9,4 hab/km².
A Freguesia de Seixo do Coa foi extinta (agregada) pela reorganização administrativa de 2012/2013, tendo o seu território sido agregado ao da Freguesia de Vale Longo para criar a União de Freguesias de Seixo do Côa e Vale Longo.
Para além da sede da freguesia, a Freguesia de Seixo do Coa era constituída também pelas localidades de Martim Pêga e Peroficós.

## População
| População da freguesia de Seixo do Côa | População da freguesia de Seixo do Côa | População da freguesia de Seixo do Côa | População da freguesia de Seixo do Côa | População da freguesia de Seixo do Côa | População da freguesia de Seixo do Côa | População da freguesia de Seixo do Côa | População da freguesia de Seixo do Côa | População da freguesia de Seixo do Côa | População da freguesia de Seixo do Côa | População da freguesia de Seixo do Côa | População da freguesia de Seixo do Côa | População da freguesia de Seixo do Côa | População da freguesia de Seixo do Côa | População da freguesia de Seixo do Côa |
| -------------------------------------- | -------------------------------------- | -------------------------------------- | -------------------------------------- | -------------------------------------- | -------------------------------------- | -------------------------------------- | -------------------------------------- | -------------------------------------- | -------------------------------------- | -------------------------------------- | -------------------------------------- | -------------------------------------- | -------------------------------------- | -------------------------------------- |
| 1864                                   | 1878                                   | 1890                                   | 1900                                   | 1911                                   | 1920                                   | 1930                                   | 1940                                   | 1950                                   | 1960                                   | 1970                                   | 1981                                   | 1991                                   | 2001                                   | 2011                                   |
| 679                                    | 709                                    | 745                                    | 774                                    | 834                                    | 801                                    | 669                                    | 821                                    | 873                                    | 834                                    | 637                                    | 372                                    | 286                                    | 233                                    | 171                                    |

Por idades em 2001 e 2011:	

| 0-14 anos | 21 | 7 |  | 15-24 anos) | 18 | 16 |  | 25-64 anos | 80 | 76 |  | 65 e + anos) | 114 | 72 |

## Património
- Igreja Paroquial de Santa Maria Madalena;
- Capela de São Sebastião;
- Capela de Santa Bárbara;
- Capela de Santo Ildefonso;
- Capela de Santo Amaro.